# منارة جزر حبيبة

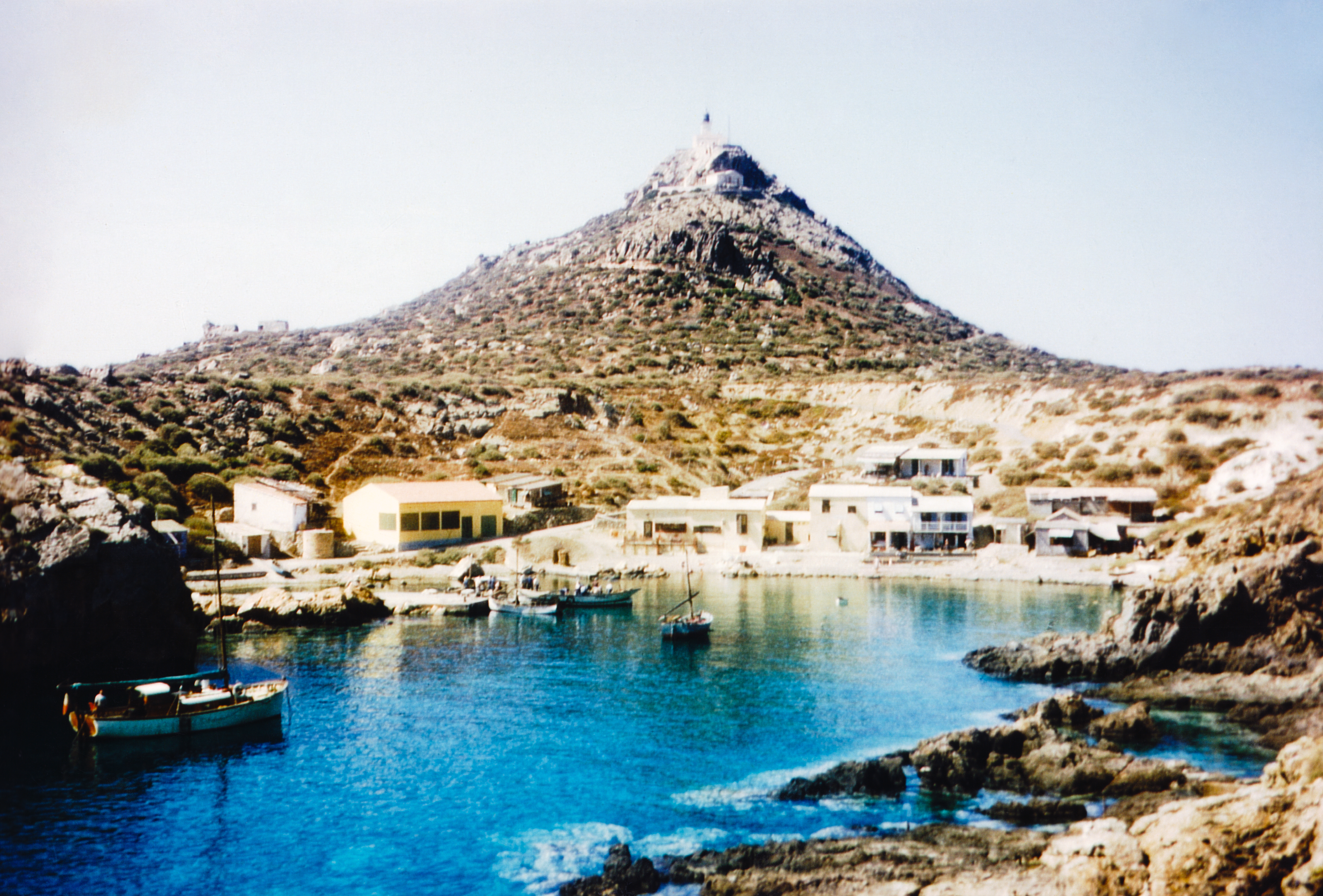
يظهر في الصورة مرفأ جزر حبيبة الطبيعي في أسفل الصورة ومنارة الجزر في أعلى القمة.

منارة جزر حبيبة هي منارة تقع على أكبر جزيرة في الساحل الجزائري (ثوريا) بالقرب من ميناء وهران.

## التاريخ
يبدو أنه قبل الاستعمار كان هناك عدد قليل من الفوانيس البدائية بالقرب من المباني التقليدية التي كانت بمثابة ملجأ للسفن البربرية. مثل الفانوس العادي الموجود على البرج العالي في حصن الصخرة بالجزائر العاصمة. بداية من السنوات الأولى للغزو الفرنسي تم تثبيت أنوار أكثر كفاءة في النقاط الأكثر تميز ومنها في عام 1878 ضوء ثابت من الجيل الرابع على جزر حبيباس بالتحديد على جزيرة ثوريا.
بنيت المنارة على أعلى قمة في الطرف الجنوبي من الجزيرة الرئيسية، برج مربع ببناء أملس زواياه مبنية بسلاسل حجرية مكشوفة، على مبنى حجري مستطيل زواياه مبنية بسلاسل حجرية مكشوفة كذلك. في المبنى عند سفح البرج، إقامة الحارس وغرفة للموظفين الزائرين المؤقتين، داخل المنارة لدينا غرف خدمة وجدار الإحاطة مبني بحجارة مكشوفة. تم تعديل أجهزة المنارة بشكل دوري بين عامي 1878 و 1900، تمثلت أبرز هذه التحسينات في استبدال الزيت المعدني بالزيت النباتي في عام 1881، ثم بعد ذلك من خلال اعتماد بعض أنوار المصابيح ذات المستوى الثابت.

## المواصفات
تقع جزر حبيبة على بعد حوالي 11000 متر شمال-غرب غرب كيب فيغالو (غرب مركب الأندلسيات ، وهران).

## وصلات خارجية
- الموقع الرسمي للديوان الوطني للإشارات البحرية